# William Pollack
Pour les articles homonymes, voir Pollack.
William Pollack (26 février 1926 - 3 novembre 2013) est un immunologiste américain d'origine britannique qui développe le vaccin à base d'immunoglobulines Rho(D) contre la maladie Rh, une des principales causes d'érythroblastose fœtale,,. Pollack co-développe le vaccin, également connu sous le nom de marque RhoGAM, qui est administré aux femmes enceintes pour prévenir la maladie Rh, avec Vincent Freda et John G. Gorman du Columbia-Presbyterian Medical Center. Le vaccin de Pollack, introduit en 1968, a pratiquement éliminé les cas de maladie Rh dans les pays développés. Avant le vaccin RhoGAM, la maladie Rh était responsable d'environ 10 000 décès de nourrissons aux États-Unis chaque année.
Le développement du vaccin RhoGAM est qualifié de l'une des dix plus grandes percées médicales du XXe siècle. Pollack, Freda et Gorman reçoivent le Prix Albert-Lasker pour la recherche médicale clinique pour leur réalisation en 1980.

## Biographie
Pollack est né à Londres le 26 février 1926 de David et Rose Pollack,. Il sert dans la Royal Navy pendant la Seconde Guerre mondiale. Il s'inscrit à l'Imperial College de Londres après la guerre, obtenant un baccalauréat en chimie en 1948. En 1950, Pollack obtient une maîtrise de la St. George's Hospital Medical School. Il travaille ensuite au département de pathologie de St. George's de 1948 à 1954.
Pollack déménage en Colombie-Britannique, au Canada, en 1954 pour devenir directeur d'une banque de sang et d'un laboratoire clinique. En 1956, il s'installe, cette fois à Princeton, New Jersey. Il rejoint l'équipe d'Ortho Pharmaceutical, où il commence ses recherches sur son vaccin contre la maladie Rh. Il devient par la suite vice-président et directeur de la recherche d'Ortho Pharmaceutical. Pollack obtient un doctorat en zoologie à l'Université Rutgers tout en recherchant la maladie Rh à Ortho.
Pollack enseigne ensuite l'immunologie à l'Université Rutgers et à l'Université Columbia.
William Pollack est décédé des suites d'un diabète et d'une maladie cardiaque le 3 novembre 2013 à Yorba Linda, en Californie, à l'âge de 87 ans.